# Associação dos Municípios do Litoral Norte
A Associação dos Municípios do Litoral Norte (AMLINORTE) é uma associação civil, sem fins lucrativos, regida pelas normas do Código Civil Brasileiro e da Constituição Federal, fundada em 1996 com o objetivo de defender, representar e valorizar os 23 municípios do Litoral Norte do Rio Grande do Sul. A AMLINORTE faz parte da Federação das Associações de Municípios do Rio Grande do Sul (FAMURS).

## Municípios
A AMLINORTE é constituída por 23 municípios, a saber:
- Arroio do Sal
- Balneário Pinhal
- Capão da Canoa
- Capivari do Sul
- Caraá
- Cidreira
- Dom Pedro de Alcântara
- Imbé
- Itati
- Mampituba
- Maquiné
- Morrinhos do Sul
- Mostardas
- Osório
- Palmares do Sul
- Santo Antônio da Patrulha
- Tavares
- Terra de Areia
- Torres
- Tramandaí
- Três Cachoeiras
- Três Forquilhas
- Xangri-lá